# Tái Dung
Tái Dung (tiếng Mãn: ᡯᠠᡳ
ᡰ᠊ᡠᠩ, Möllendorff: dzai žung, giản thể: 载容; phồn thể: 載容; 17 tháng 9 năm 1824 – 20 tháng 3 năm 1881) là một tông thất của nhà Thanh trong lịch sử Trung Quốc.

## Cuộc đời
Tái Dung được sinh ra vào giờ Mùi, ngày 25 tháng 7 (âm lịch) năm Đạo Quang thứ 4 (1824), trong gia tộc Ái Tân Giác La. Ông là con trai thứ tư của Bối lặc Dịch Hanh, mẹ ông là Trắc thất Khang thị (康氏). Năm Đạo Quang thứ 12 (1832), tháng 9, phụ thân ông qua đời, ông được tập tước Hòa Thân vương đời thứ 6, nhưng Hòa vương phủ không phải thừa kế võng thế, nên ông chỉ được phong làm Bối tử. Năm thứ 25 (1845), tháng 4, ông nhận mệnh trông coi Thanh Đông lăng. Năm Hàm Phong thứ 4 (1854), ông trở thành Tộc trưởng của Hữu dực cận chi Đệ nhất tộc. Năm thứ 5 (1855), tháng giêng, thụ chức Tán trật đại thần. 1 năm sau (1856), tháng 3, lại nhận mệnh trông coi Thanh Tây lăng. Năm thứ 9 (1859), tháng 10, ông hồi kinh và thay quyền Phó Đô thống Hán quân Chính Hoàng kỳ. Năm thứ 10 (1860), trở thành Tộc trưởng của Hữu dực cận chi Đệ tứ tộc. Năm thứ 11 (1861), tháng 7, thụ Tông Nhân phủ Tả tông nhân (宗人府左宗人). Tháng 8 cùng năm, nhậm Phó Đô thống Mông Cổ Tương Hồng kỳ.
Năm Đồng Trị nguyên niên (1862), tháng 2, quản lý Tương Hồng kỳ Doanh trại. Tháng 9 cùng năm, quản lý sự vụ Chính Hồng kỳ Giác La học. Sau đó nhậm Tương Hoàng kỳ Hộ quân Thống lĩnh. Năm thứ 2 (1863), tháng giêng, điều làm Phó Đô thống Mông Cổ Tương Hoàng kỳ. Tháng 4 cùng năm, thay quyền Hữu dực Tổng binh. Tháng 12 cùng năm, lại điều làm Phó Đô thống Mãn Châu Tương Bạch kỳ. Năm thứ 3 (1864), tháng 5, nhậm Phó Đô thống Mông Cổ Tương Bạch kỳ và Tương Hoàng kỳ. Tháng 7 cùng năm, thụ Hữu quân Tiền phong Thống lĩnh, quản lý sự vụ Thái Miếu. Tháng 8 cùng năm, nhậm Phó Đô thống Mãn Châu Chính Hoàng kỳ. Năm thứ 4 (1865), tháng 3, nhậm Đô thống Mông Cổ Chính Hoàng kỳ. Tháng 6 cùng năm, nhậm Đô thống Mông Cổ Chính Bạch kỳ. Tháng 7 cùng năm, thụ Nội đại thần. Năm thứ 11 (1872), tháng 9, ông được ban thưởng hàm Bối lặc. Năm thứ 13 (1874), tháng 12, quản lý Doanh trại Mông Cổ Chính Hoàng kỳ.
Năm Quang Tự nguyên niên (1875), tháng 12, nhậm Đô thống Hán quân Tương Lam kỳ. 1 năm sau (1876), tháng 2, lại điều làm Đô thống Hán quân Tương Hồng kỳ. Năm thứ 7 (1881), ngày 21 tháng 2 (âm lịch), giờ Mẹo, ông qua đời, thọ 57 tuổi, được truy thụy Mẫn Khác Bối tử (敏恪貝子).

## Gia quyến

### Thê thiếp
- Nguyên phối: Phú Sát thị (富察氏), con gái của Nghị Dũng công Bác Khải Đồ (博啓圖) - cháu nội của Minh Thụy, là chị/em gái của Cảnh Thọ.
- Kế thất: Qua Nhĩ Giai thị (瓜爾佳氏), con gái của Thông phán Trưng Lương (徵良).
- Trắc thất: Hoàng Giai thị (黃佳氏), con gái của Đặc Thông A (特通阿).
- Thứ thiếp:
  - Vương thị (王氏), con gái của Tam Âm Thông A (三音通阿).
  - Lý thị (李氏), con gái của Văn Khải (文啓).

### Con trai
1. Phổ Liêm (溥廉; 1854 - 1898), mẹ là Trắc thất Hoàng Giai thị. Năm 1881 được tập tước Hòa Thân vương và được phong Phụng ân Trấn quốc công (奉恩鎭國公). Có năm con trai.
2. Phổ Ích (溥益; 1856 - 1907), mẹ là Trắc thất Hoàng Giai thị. Được phong Phụ quốc Tướng quân (輔國將軍) kiêm Nhất đẳng Thị vệ (頭等侍衛). Có ba con trai.
3. Phổ Thụ (溥綬; 1858 - 1906), mẹ là Trắc thất Hoàng Giai thị. Được phong Phụ quốc Tướng quân (輔國將軍). Có bốn con trai.
4. Phổ Khiêm (溥謙; 1859 - 1864), mẹ là Kế Phu nhân Qua Nhĩ Giai thị. Chết yểu.
5. Phổ Long (溥隆; 1860 - 1864), mẹ là Thứ thiếp Lý thị. Chết yểu.
6. Phổ Chấn (溥振; 1860 - 1861), mẹ là Trắc thất Hoàng Giai thị. Chết yểu.
7. Phổ Sảng (溥爽; 1864 - ?), mẹ là Trắc thất Hoàng Giai thị. Có ba con trai.
8. Phổ Thành (溥誠; 1865 - ?), mẹ là Thứ thiếp Vương thị. Năm 1885 được cho làm con thừa tự của Tái Trù (載疇).
9. Phổ Toàn (溥全; 1866 - 1866), mẹ là Trắc thất Hoàng Giai thị. Chết yểu.
10. Phổ Thâm (溥深; 1868 - 1876), mẹ là Thứ thiếp Vương thị. Chết yểu.
11. Phổ Quế (溥桂; 1869 - 1888), mẹ là Thứ thiếp Vương thị. Vô tự.